# Harcourt Williams
Pour les articles homonymes, voir Williams.
Ernest George Harcourt Williams, né le 30 mars 1880 à Croydon (Grand Londres, Angleterre), mort le 13 décembre 1957 à Londres (Angleterre), est un acteur, dramaturge et metteur en scène anglais.
Il est généralement crédité Harcourt Williams (parfois, E. Harcourt Williams ou E. G. Harcourt Williams).

## Biographie
Durant sa carrière, Harcourt Williams est particulièrement actif au théâtre, où il débute comme acteur en 1900, dans la compagnie de Frank Benson (en) — plus tard, de 1929 à 1934, il intégrera la troupe de l'Old Vic à Londres —. S'illustrant entre autres dans la capitale britannique (ainsi qu'à Broadway en 1906) et le répertoire de William Shakespeare, il est également metteur en scène à l'Old Vic et dramaturge — une de ses pièces est représentée à Broadway en 1911 —. Parmi ses partenaires sur les planches, mentionnons Edith Evans, John Gielgud, Alec Guinness, Laurence Olivier, Anthony Quayle, Ralph Richardson, Alastair Sim et Sybil Thorndike.
Au cinéma, il contribue à seulement vingt-et-films (majoritairement britanniques, plus quatre américains). Le premier, sorti en 1944, est Henry V (il y personnifie Charles VI de France), où il retrouve Laurence Olivier acteur et réalisateur, avant Hamlet (1948).
Parmi ses autres films notables, citons Les Amants du Capricorne d'Alfred Hitchcock (1949, avec Ingrid Bergman et Joseph Cotten), Vacances romaines de William Wyler (1953, avec Audrey Hepburn et Gregory Peck), ou encore Les Aventures de Quentin Durward de Richard Thorpe (1955, avec Robert Taylor et Kay Kendall). Son dernier film est Le Tour du monde en quatre-vingts jours de Michael Anderson, sorti en 1956, avec David Niven, Cantinflas et Shirley MacLaine.
Pour la télévision, Harcourt Williams collabore à huit téléfilms (disséminés entre 1938 et 1952) et à deux séries (en 1950 et 1955), le tout essentiellement d'origine théâtrale.

## Théâtre (sélection)
(pièces, jouées à Londres, sauf mention contraire)

### Comme acteur

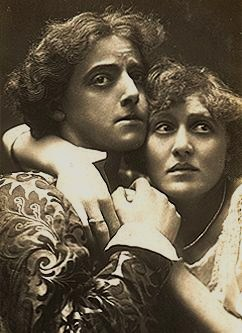
Avec Margaret Halstan, dans Roméo et Juliette (1905, Manchester)

- 1900 : Hamlet de William Shakespeare
- 1902-1903 : La Nuit des rois, ou Ce que vous voudrez (Twelfth Night, or What you will) de William Shakespeare (à Bristol)
- 1904-1905 : Beaucoup de bruit pour rien (Much Ado About Nothing) de William Shakespeare (à Bristol)
- 1904-1905 : La Bonne Espérance (The Good Hope) d'Herman Heijermans, adaptation de Christopher St. John
- 1904-1905 : Le Marchand de Venise (The Merchant of Venice) de William Shakespeare (à Southampton)
- 1905 : Mesure pour mesure (Measure for Measure) de William Shakespeare, avec Walter Hampden
- 1905 : Roméo et Juliette de William Shakespeare (à Manchester)
- 1906 : Jeunesse (Mauricette) d'André Picard, adaptation d'H. B. Irving ; Markheim de W. L. Courtney ; The Lyons Mail de Charles Reade ; King René's Daughter d'Edmund Phipps ; Paolo and Francesca de Stephen Phillips ; Charles I de W. G. Wills (à Broadway, avec Lionel Belmore)
- 1908-1909 : Diritti dell'anima (Rights of the Soul) de Giuseppe Giacosa
- 1910-1911 : La Cerisaie (The Cherry Orchard) d'Anton Tchekhov
- 1911-1912 : Pains and Penalties : The Defence of Queen Caroline de Laurence Housman
- 1914-1915 : The Right to Kill de Gilbert Cannan
- 1915-1916 : Les Trois Mousquetaires (The Three Musketeers), adaptation du roman éponyme d'Alexandre Dumas ; Richard III de William Shakespeare
- 1922-1923 : Marie Stuart (Mary Stuart) de John Drinkwater ; The Rumour de C. K. Munro, avec Edith Evans, Claude Rains, Milton Rosmer ;  Oliver Cromwell de (et mise en scène par) John Drinkwater, avec Milton Rosmer
- 1926-1927 : David de D. H. Lawrence
- 1931-1932 : Abraham Lincoln de John Drinkwater, avec Ralph Richardson, Alastair Sim
- 1932-1933 : Le Marchand de Venise (The Merchant of Venice) de William Shakespeare, musique de scène de Peter Warlock, avec Judith Furse, Roger Livesey, Anthony Quayle
- 1933-1934 : The Voysey Inheritance de (et mise en scène par) Harley Granville Barker, avec Felix Aylmer, Maurice Evans, May Whitty
- 1934-1935 : Cornelius de John Boynton Priestley, avec Ralph Richardson (à Birmingham)
- 1936 : Waste de (et mise en scène par) Harley Granville Barker, avec Felix Aylmer, Catherine Lacey
- 1936-1937 : Richard II (avec John Gielgud, Alec Guinness, Anthony Quayle, Michael Redgrave) et Henri V (Henry V, mise en scène de Tyrone Guthrie, avec Leo Genn, Michael Gough, Alec Guinness, Laurence Olivier, Jessica Tandy) de William Shakespeare
- 1937-1938 : L'École de la médisance (The School for Scandal) de Richard Brinsley Sheridan, avec John Gielgud, Alec Guinness, Michael Redgrave
- 1938-1939 : The Devil to Pay de Dorothy I. Sayers
- 1939-1940 : Le Roi Lear (King Lear) de William Shakespeare, avec Fay Compton, John Gielgud, Jack Hawkins, Cathleen Nesbitt, Jessica Tandy
- 1942-1943 : Abraham Lincoln de John Drinkwater, mise en scène de Tyrone Guthrie, musique de scène de Constant Lambert ; Le Rocher de Brighton (Brighton Rock), adaptation par Frank Harvey du roman éponyme de Graham Greene, avec Richard Attenborough (+ rôle dans l'adaptation au cinéma de 1947 : voir filmographie ci-dessous) ; Murder from Memory de Ronald Millar
- 1943-1944 : Arc de Triomphe, comédie musicale, musique et livret d'Ivor Novello, lyrics de Christopher Hassall
- 1944-1945 : Peer Gynt d'Henrik Ibsen, mise en scène de Tyrone Guthrie, musique de scène d'Edvard Grieg ; Oncle Vania (Uncle Vanya) d'Anton Tchekhov ; Richard III de William Shakespeare (le tout avec Laurence Olivier, Ralph Richardson, Sybil Thorndike)
- 1945-1946 : Henri IV, 2e partie (Henry IV, Part II) de William Shakespeare, avec Margaret Leighton, Laurence Olivier, Ralph Richardson, Sybil Thorndike
- 1946 : Œdipe roi (Oedipus) de Sophocle et The Critic de Richard Brinsley Sheridan, avec Harry Andrews, Margaret Leighton, Laurence Olivier, Sybil Thorndike ; Beaucoup de bruit pour rien (Much Ado About Nothing) de William Shakespeare, avec Robert Donat
- 1949 : You Never Can Tell de George Bernard Shaw, avec Brenda Bruce, Ernest Thesiger
- 1949 : The Lady's Not for Burning de Christopher Fry, mise en scène de John Gielgud, avec Pamela Brown, Richard Burton, John Gielgud
- 1951 : Les Trois Sœurs (Three Sisters) d'Anton Tchekhov, avec Celia Johnson, Margaret Leighton, Ralph Richardson
- 1953 : The White Carnation de Robert Cedric Sherriff, avec Ralph Richardson

### Comme metteur en scène
(saisons à l'Old Vic)
- 1929-1930 : Roméo et Juliette (Romeo and Juliet), Comme il vous plaira (As You Like It), Macbeth, Richard II, Le Marchand de Venise (The Merchant of Venice) et Le Songe d'une nuit d'été (A Midsummer Night's Dream) de William Shakespeare ; Le Malade imaginaire (The Imaginary Invalid) de Molière ; Androclès et le Lion (Androcles and the Lion) de George Bernard Shaw (le tout avec John Gielgud, Martita Hunt, Donald Wolfit)
- 1930-1931 : Henri IV, 1re partie (Henry IV, Part I), La Tempête (The Tempest), La Nuit des rois, ou Ce que vous voudrez (Twelfth Night, or What you will), Beaucoup de bruit pour rien (Much Ado About Nothing) et Le Roi Lear (King Lear, avec Eric Portman) de William Shakespeare ; Arms and the Man de George Bernard Shaw (le tout avec John Gielgud, Ralph Richardson)
- 1931-1932 : Knight of the Burning Pestle de Francis Beaumont (avec Sybil Thorndike) ; Le Songe d'une nuit d'été (A Midsummer Night's Dream), La Mégère apprivoisée (The Taming of the Shrew) et Le Roi Jean (King John) de William Shakespeare (le tout avec Judith Furse, Ralph Richardson, George Zucco)
- 1931-1932 : Hamlet de William Shakespeare, avec Martita Hunt, Ralph Richardson, Alastair Sim
- 1931-1932 : Othello ou le Maure de Venise (Othello, the Moor of Venice) et La Nuit des rois, ou Ce que vous voudrez (Twelfth Night, or What you will) de William Shakespeare, avec Edith Evans, Ralph Richardson, Alastair Sim
- 1932-1933 : César et Cléopâtre (Caesar and Cleopatra) et The Admirable Bashville de George Bernard Shaw ; L'École de la médisance (The School for Scandal)  de Richard Brinsley Sheridan ; She Stoops to Conquer d'Oliver Goldsmith ; Comme il vous plaira (As You Like It), Le Conte d'hiver (The Winter's Tale), Roméo et Juliette (Romeo and Juliet) et Cymbeline de William Shakespeare (le tout avec Roger Livesey, Anthony Quayle, Alastair Sim)

### Comme acteur et metteur en scène
(saisons à l'Old Vic)
- 1929-1930 : The Dark Lady of the Sonnets de George Bernard Shaw, avec Martita Hunt ; Hamlet et Jules César (Julius Caesar) de William Shakespeare, avec John Gielgud, Martita Hunt, Donald Wolfit
- 1930-1931 : Antoine et Cléopâtre (Antony and Cleopatra) et Richard II de William Shakespeare, avec John Gielgud, Ralph Richardson
- 1931-1932 : Henri V (Henry V, avec Judith Furse, Ralph Richardson, George Zucco) et Jules César (Julius Caesar, avec Judith Furse, Ralph Richardson, Alastair Sim) de William Shakespeare
- 1932-1933 : Marie Stuart (Mary Stuart) de John Drinkwater, avec Alastair Sim ; La Tempête (The Tempest) de William Shakespeare, avec Roger Livesey, Anthony Quayle, Alastair Sim

### Comme dramaturge
- 1911 : The Philosopher and the Apple Orchard, production de Charles Frohman, avec Billie Burke, Lumsden Hare
- 1952 : Red Letter Day, avec Fay Compton, Nora Swinburne

## Filmographie complète

### Au cinéma
(films britanniques, sauf mention contraire)
- 1944 : Henry V (The Chronicle History of King Henry the Fift with His Battell Fought at Agincourt in France) de Laurence Olivier
- 1947 : Le Gang des tueurs (Brighton Rock) de John Boulting
- 1948 : Vice Versa de Peter Ustinov
- 1948 : Hamlet de Laurence Olivier
- 1948 : Cendrillon du faubourg (No Room at the Inn) de Daniel Birt
- 1949 : The Lost People de Muriel Box et Bernard Knowles
- 1949 : Third Time Lucky de Gordon Parry
- 1949 : Les Amants du Capricorne (Under Capricorn) d'Alfred Hitchcock
- 1949 : À tout péché miséricorde (For Them That Trespass) d'Alberto Cavalcanti
- 1949 : Trottie True de Brian Desmond Hurst
- 1950 : La Cage d'or (Cage of Gold) de Basil Dearden
- 1950 : Your Witness de Robert Montgomery
- 1951 : Green Grow the Rushes de Derek N. Twist
- 1951 : La Boîte magique (The Magic Box) de John Boulting
- 1951 : The Late Edwina Black de Maurice Elvey
- 1953 : Vacances romaines (Roman Holiday) de William Wyler (film américain)
- 1953 : The Blakes Slept Here de Jacques Brunius (court métrage)
- 1953 : Cinq heures de terreur (Time Bomb) de Ted Tetzlaff (film américain)
- 1955 : The Flying Eye de William C. Hammond
- 1955 : Les Aventures de Quentin Durward (Quentin Durward) de Richard Thorpe (film américain)
- 1956 : Le Tour du monde en quatre-vingts jours (Around the World in 80 Days) de Michael Anderson (film américain)

### À la télévision
(téléfilms, sans réalisateurs spécifiés, sauf mention contraire)
- 1938 : Sur la grand-route (On the High Road)
- 1938 : The Words Upon the Window Pane
- 1939 : The Rising Sun
- 1946 : Sea Fever
- 1950 : Thérèse Raquin
- 1950 : Solness le constructeur (The Master Builder)
- 1950-1955 : BBC Sunday-Night Theatre, série
  - Saison 1, épisode 11 The Lady's Not for Burning (1950) et épisode 24 The Admirable Crichton (1950)
  - Saison 6, épisode 21 Roméo et Juliette (Romeo and Juliet, 1955)
- 1952 : Music at Night
- 1952 : The Bishop's Treasure
- 1955 : Douglas Fairbanks, Jr., Presents, série
  - Saison 3, épisode 14 The Hideaway d'Arthur Crabtree